# Cabalímetre

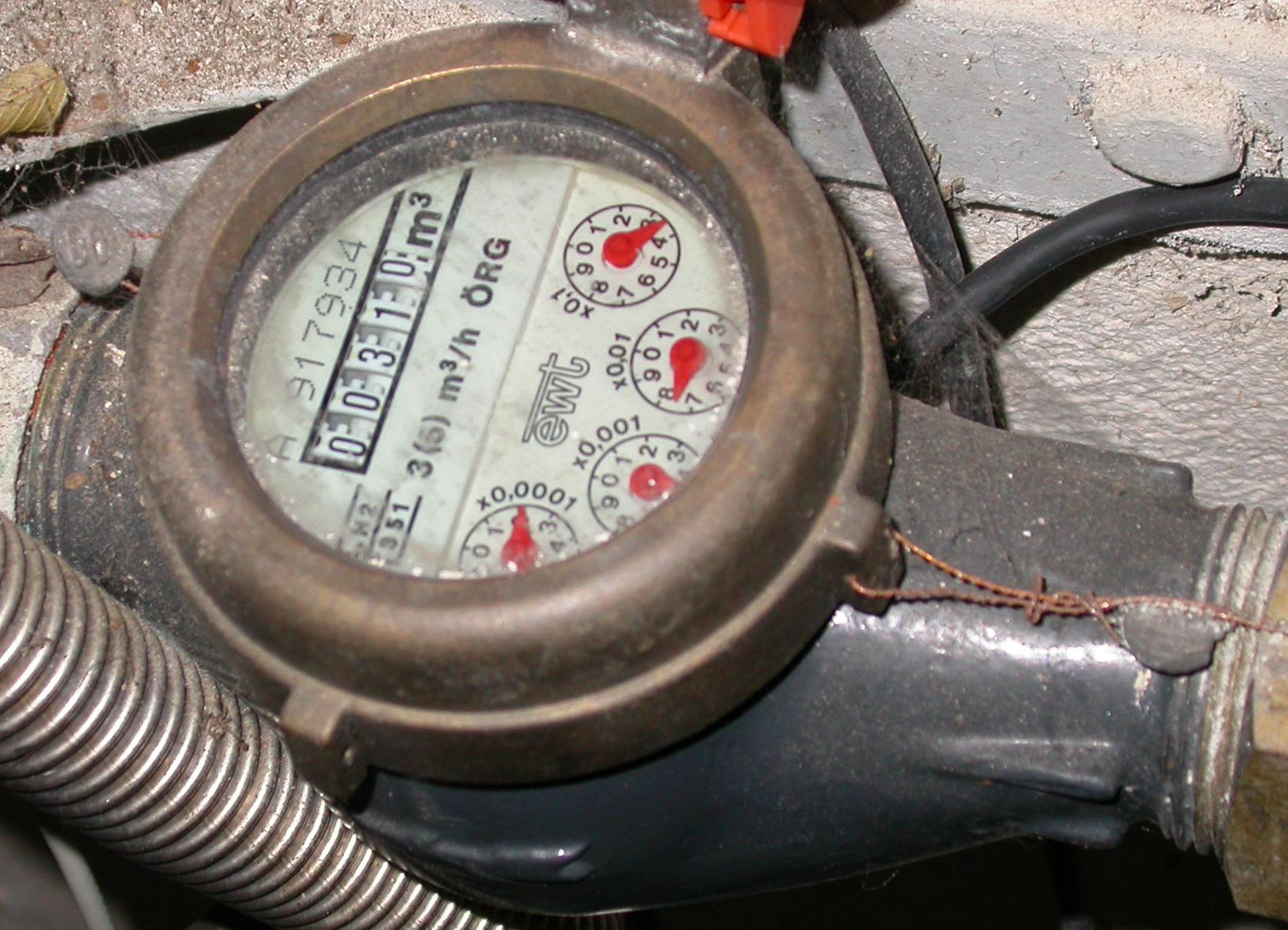
Cabalímetre volumètric d'aigua

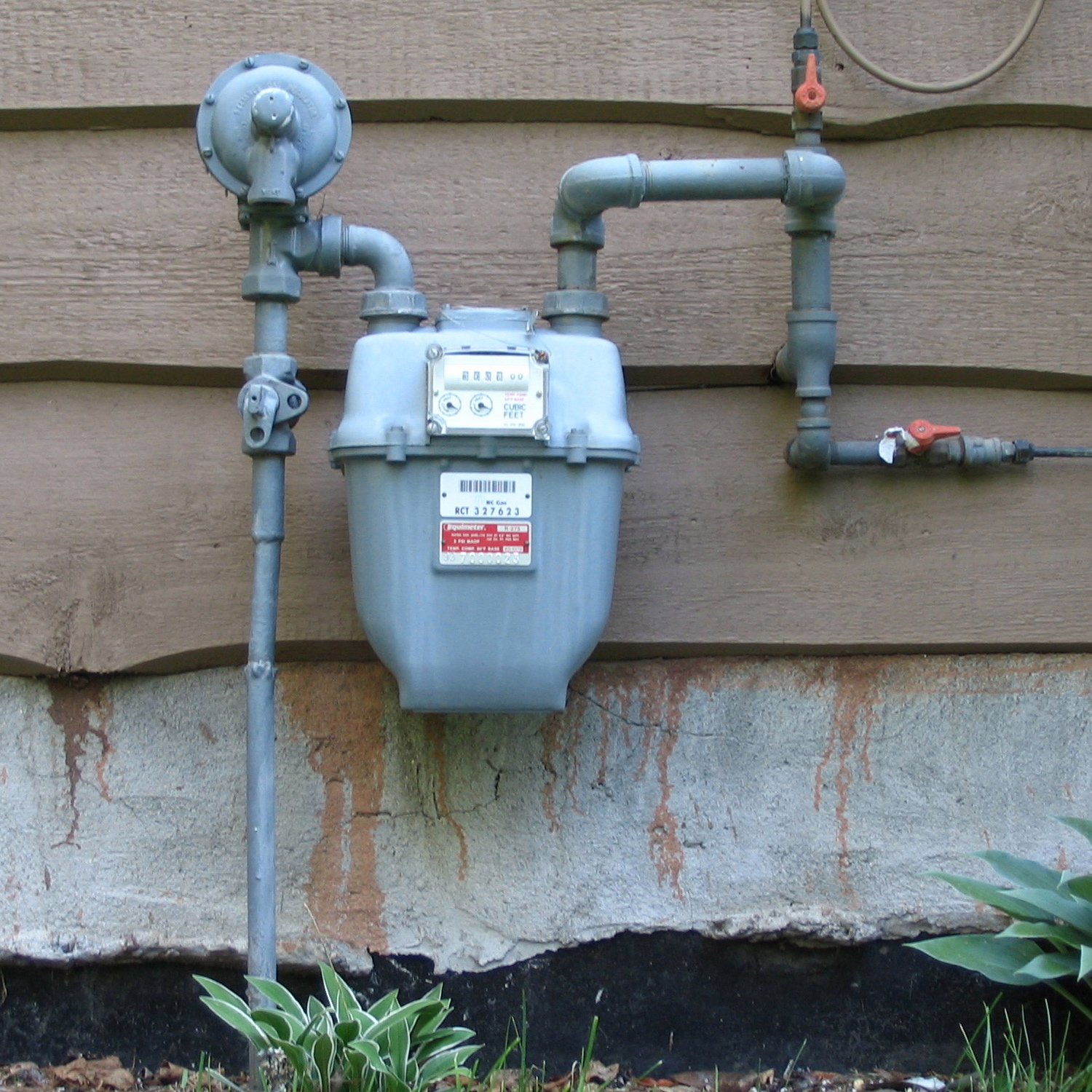
Cabalímetre volumètric de gas

Un cabalímetre, mesurador de cabal o mesurador de flux, és un instrument de mesura per al mesurament del cabal (volumètric) d'un fluid o per al mesurament del cabal màssic. Aquests aparells solen col·locar-se en línia amb la canonada que transporta el fluid. Es correspon parcialment amb un hidròmetre però aquest permet mesurar també altres magnituds emprades en hidrometria a part del cabal: la velocitat o la força dels líquids en moviment, depenent de la graduació i aplicació d'aquest instrument en cada cas particular.
Cal no confondre hidròmetre amb el terme anglès hydrometer, que de fet equival al que en català és un densímetre, és a dir, un instrument que serveix per a mesurar la densitat dels líquids. Ni tampoc confondre cabalímetre amb fluxòmetre, que és un instrument per a la mesura del flux magnètic.
Existeixen versions mecàniques i elèctriques. Un exemple de cabalímetre elèctric es pot trobar en els escalfadors d'aigua de pas que l'utilitzen per poder determinar el cabal que està circulant o també en les rentadores per poder omplir el seu dipòsit a diferents nivells.

## Tipus de cabalímetres

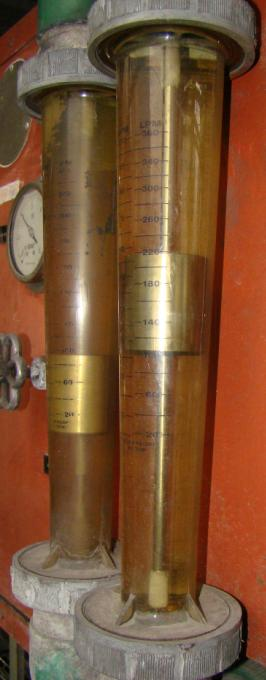
Cabalímetre d'àrea variable (rotàmetre).

### Mecànics visuals d'àrea variable - (rotàmetres)
Consisteixen en un con transparent invertit amb una bola plàstica a la seva base. El fluid al circular impulsa la bola cap amunt, a major cabal més puja la bola. La gravetat fa baixar la bola en detenir-se el flux. El con té unes marques que indiquen el cabal.
Generalment emprat per mesurar gasos en llocs on cal conèixer el cabal amb poca precisió. Un exemple es pot veure als hospitals, formant part de la clau del subministrament d'oxigen.
Una modificació d'aquest model permet mesurar la capacitat pulmonar d'una persona que hagi sofert alguna lesió recollint una exhalació a través d'un adaptador aplicat als llavis.

### Mecànics de molí
Consisteixen en un molí les aspes del qual són transversals a la circulació de fluid. El flux fa girar el molí l'eix del qual mou un comptador que acumula les lectures.
Un exemple d'aquest ús són els comptadors d'aigua dels habitatges o els antics comptadors de gas natural.

### Electrònics de molí
Les seves parts mecàniques consisteixen en un molí amb aspes transversals a la circulació de flux, el molí té en un extrem un imant permanent. Quan aquest imant gira genera un camp magnètic variable que és llegit per un sensor d'efecte de camp magnètic (sensor d'efecte Hall), llavors el circuit electrònic el converteix en impulsos que transmet a través d'un cable.
En una altra versió d'aquest tipus de cabalímetre s'instal·len imants en els extrems de les aspes. En girar els imants passen prop d'un reed switch que explica els impulsos. El desavantatge d'aquest disseny està en la limitació de les revolucions per minut (RPM) que pot aconseguir captar un reed switch.
També existeix de tipus de cabalímetre de molí en versió transparent on només calgui confirmar que existeix circulació sense importar el cabal.

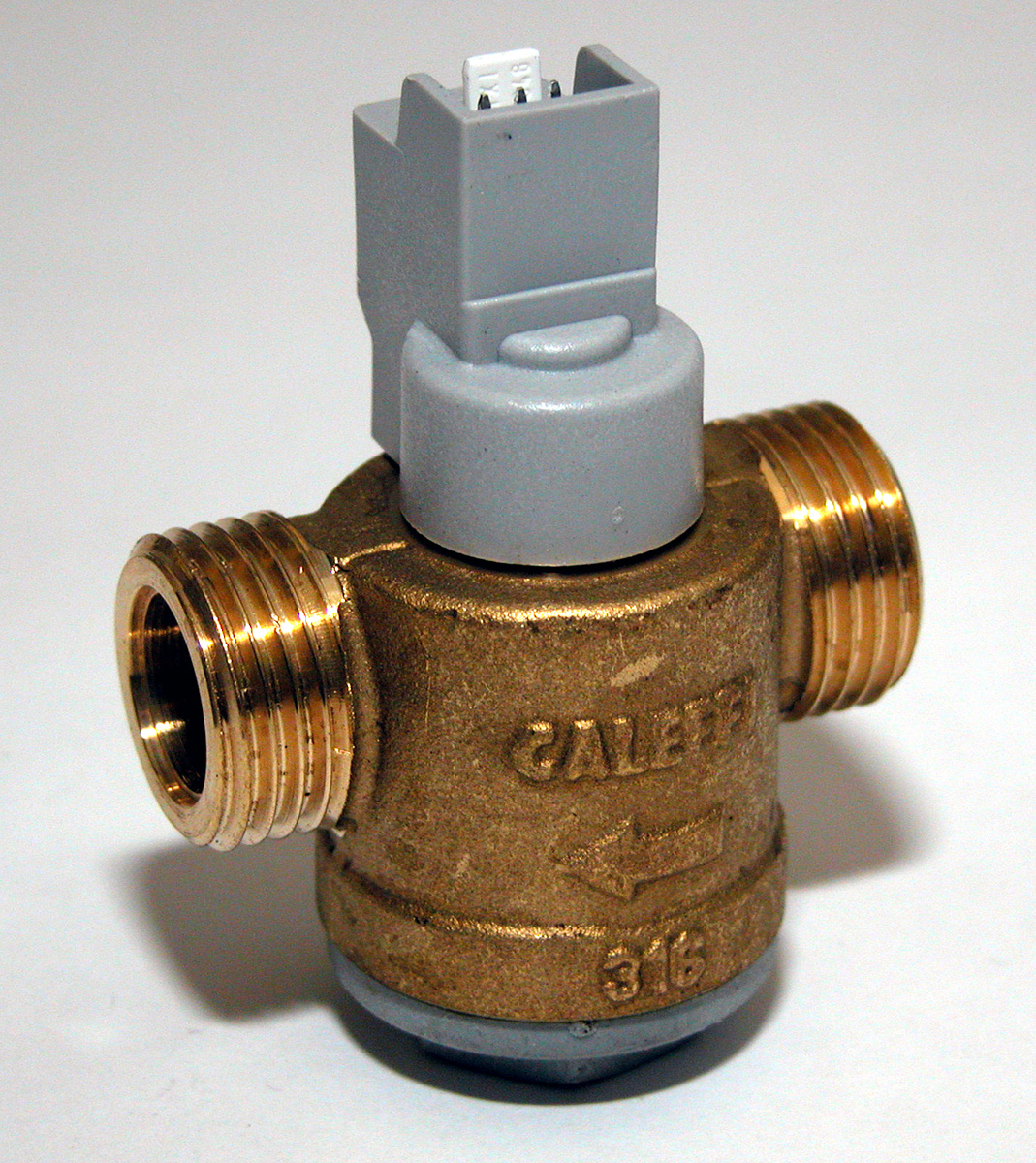
Cabalímetre de molí
Animació d'operació
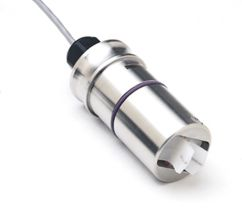
Cabalímetre de paletes
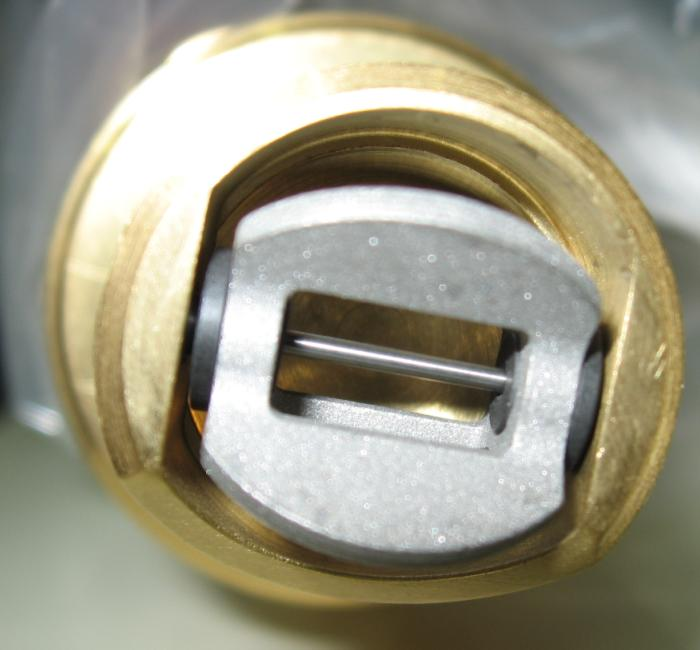
Vista inferior
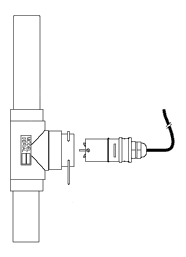
Instal·lació

### Electrònics de turbina
Una turbina col·locada enmig del flux, encapsulada en les parets d'un tub, que gira a una velocitat proporcional al cabal. La turbina, fabricada amb un compost de resina i pólvores d'alnico, genera un camp magnètic que és llegit i codificat per un sensor d'efecte Hall.

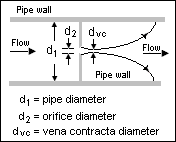
Tipus venturi

### De diferència de pressió
Els més comuns. La canonada disminueix el seu diàmetre lleument (per exemple, amb un plat d'orifici) i després torna al seu diàmetre original. El fluid obligat a circular per aquesta reducció disminueix la seva pressió a la sortida. La diferència de pressió d'abans i després és mesurada de manera mecànica o electrònica. A major diferència de pressió major és el cabal.
Existeixen altres variants però totes basades en la diferència de la lectura de pressió abans i després.
Un exemple típic és la sonda lambda dels motors de combustió interna a l'entrada de l'aire del motor, que mesura un paràmetre que necessiten els ordinadors dels automòbils per a determinar la quantitat d'aire que està entrant al motor i poder aconseguir una mescla (aire-combustible) ideal.

### V-Cone

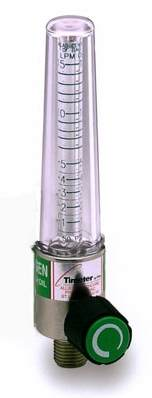
Cabalímetre visual.

El mesurador de flux de pressió diferencial V-Cone és una tecnologia patentada de mesurament de fluxos amb alta precisió, aplicable a gran varietat de fluids, tot tipus de condicions i un ampli interval de nombres de Reynolds. Utilitza el mateix principi físic que altres mesuradors de flux de pressió diferencial: el teorema de conservació de l'energia del flux en fluids que circulen a través d'una canonada.Tanmateix, les molt notables característiques d'acompliment del V-Cone, són el resultat del seu exclusiu disseny, que inclou un con central a l'interior del tub.
El con interactua amb el flux del fluid, modificant el seu perfil de velocitat per crear una regió de pressió més baixa immediatament aigües avall del con. La diferència entre la pressió estàtica de la línia i la pressió més baixa creada aigües avall del con es mesura mitjançant dos sensors piezoelèctrics. Un dels sensors es col·loca immediatament aigües amunt del con i l'altra es col·loca en la cara orientada aigües avall. Després, la diferència de pressió es pot incloure en una derivada de l'equació de Bernoulli per tal de determinar el règim del flux. La posició central del con en la línia optimitza el perfil de velocitat del flux en el punt on es fa el mesurament, assegurant uns mesuraments de flux altament precisos i confiables, sense importar la condició del flux aigües munt del mesurador.

### Magnètics
Estan basats en la força de Lorentz (que experimenten càrregues movent-se en el si d'un camp magnètic), de la qual es deriva que el voltatge induït a través d'un conductor que es desplaça transversal a un camp magnètic és proporcional a la velocitat del conductor.
Apliquem un camp magnètic a una canonada (en una zona amb un recobriment interior aïllant) i mesurem la diferència de potencial (voltatge) d'extrem a extrem d'un diàmetre de la canonada. Aquest sistema és molt poc intrusiu però només funciona amb líquids que tinguin una mica de conductivitat elèctrica. És de molt baix manteniment, ja que no té parts mòbils.
Quan el fluid (lliure de buits) passa a través de les bobines, s'indueix un petit voltatge en els elèctrodes que és proporcional al canvi del camp magnètic, el cabalímetre usa aquest valor per calcular el cabal del líquid.

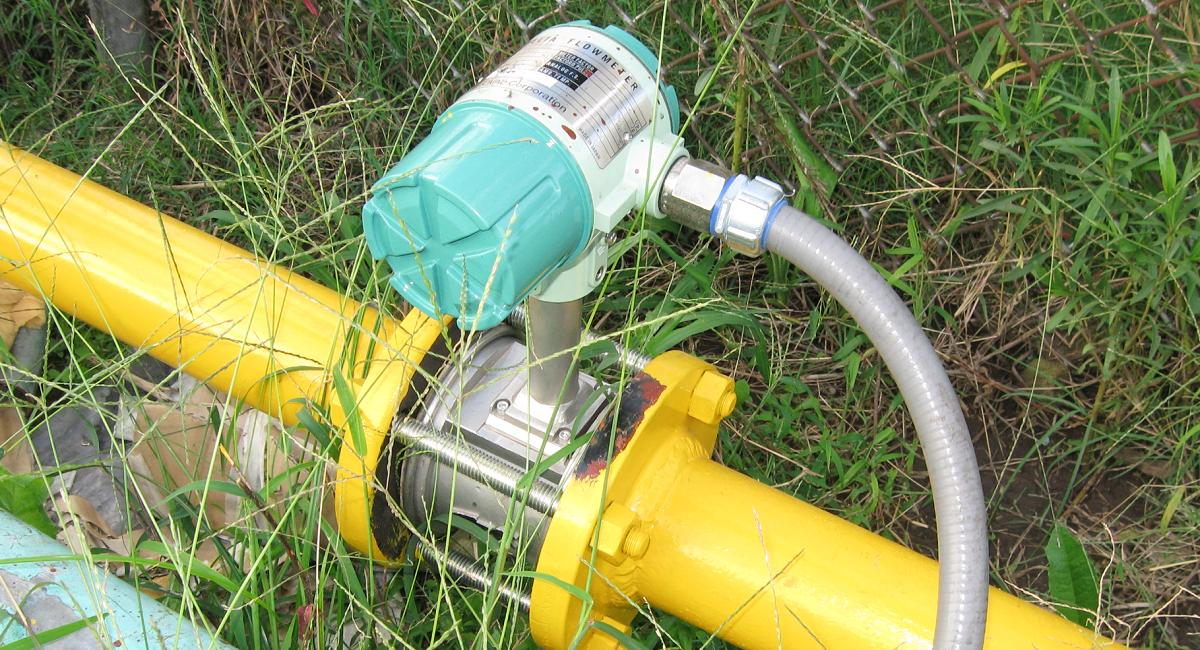
Vòrtex muntat en una canonada.

### De Vòrtex
Està basat en el principi de generació de vòrtex. Un cos que travessi un fluid generarà vòrtex flux avall. Aquests vòrtex es formen alternant-se d'un costat a l'altre causant diferències de pressió, 
Tenint en compte que la velocitat del flux és proporcional a la freqüència de formació dels vòrtex, aquestes diferències de pressió són mesurades per un sensor piezoelèctric i el resultat expressat com mesura de cabal.
Aquests equips són de baix manteniment i bona precisió.

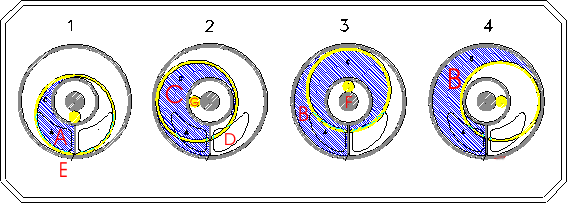
Desplaçament positiu.

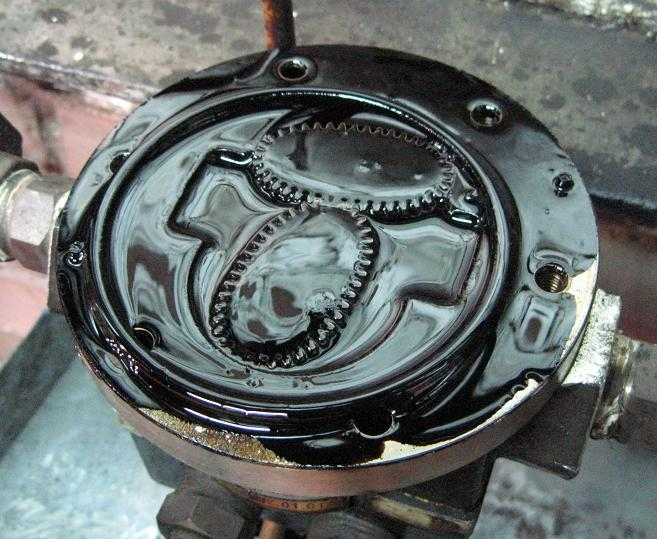
Interior d'un equip de desplaçament positiu.

### De desplaçament positiu
Separen el líquid en porcions que omplen un recipient mentre es desplaça. Després cada porció és utilitzada per tal de mesurar el cabal. Existeixen moltes variants d'aquest sistema. De cargol, d'engranatges, pistons, etc.
D'engranatges:
Consisteix en dos engranatges oposats que fan un segell perfecte, el fluid circula entre els dos engranatges forçant-los a girar. Aquest moviment es pot mesurar de forma electrònica o mecànica.
Cadascun dels engranatges té un imant permanent que s'usa per enviar informació a la part electrònica de l'equip (s'instal·la a dalt mitjançant cargols), i es detecta el pas de l'imant mitjançant un sensor d'efecte Hall.
De pistons:
l'aigua entra pel port A i comença a desplaçar el pistó groc mentre plena l'espai C. L'aigua que segueix entrat ara plena l'espai B i segueix forçant al pistó groc a girar fins que l'aigua que ocupava l'espai C surt pel port D. Posteriorment l'aigua que ocupa l'espai B igualment sortirà pel port D al moment de començar un altre cicle. L'aigua entre els ports d'entrada i sortida (A i D) està aïllada per la barrera I. L'oscil·lació del pistó G (magnètic) traça un cercle que envolta a l'eix F. Un mesurador de camp col·locat fora del cabalímetre mesura aquestes oscil·lacions i les converteix en impulsos.

### Ultrasònics
Són alimentats elèctricament, i és possible trobar dos tipus segons el seu principi de mesurament: d'efecte Doppler i de temps de trànsit; aquest últim consisteix a mesurar la diferència entre el temps que li pren a dos senyals travessar una mateixa distància, però en sentit contrari utilitzant com a mitjà un fluid. Si el cabal del fluid és nul, els temps seran iguals, però quan hi ha flux els temps seran diferents, ja que les velocitats dels senyals seran afectades per la del fluid el cabal del qual es desitja determinar; aquesta diferència de temps més el coneixement sobre la geometria de la canonada i la velocitat del so en el mitjà permeten avaluar la velocitat del fluid o el cabal.
Els de temps de trànsit són més exactes que els d'efecte Doppler, però per obtenir lectures cal que els fluids tinguin un baix percentatge d'impureses; en cas contrari, els de efecte Doppler són d'utilitat i lliuren una molt bon senyal, ja que el seu principi de funcionament es basa en el canvi de freqüència del senyal reflectit sobre algun element que es mou amb el fluid.
L'exactitud d'aquests sistemes de mesurament és molt depenent del compliment dels supòsits de flux laminar.

### De diferència de temperatura
Es col·loquen dos termistors i al centre d'ells una petita resistència calefactora. Si tots dos termistors llegeixen la mateixa temperatura el fluid no està circulant. Segons augmenta el flux un dels termistors marca la temperatura inicial del fluid mentre que l'altre marca el fluid més calent.
Amb aquest sistema no només es pot llegir el cabal, sinó que a més a més se sap el sentit de circulació.
L'avantatge d'aquest tipus de cabalímetre és que es pot conèixer la quantitat de massa del fluid que ha circulat a part que les variacions de pressió en el fluid afecten poc al mesurament.

### Mesuradors de Coriolis
Els mesuradors de Coriolis es basen en el principi de les forces inercials que es generen quan una partícula en un cos rotatori es mou pel que fa al cos acostant-se o allunyant-se del centre de rotació.
Si una partícula de massa dm es mou amb velocitat constant en un tub T que està girant amb una velocitat angular w pel que fa a un punt fix P adquireix 2 components d'acceleració de Coriolis.

## Consideracions finals
La gran quantitat de teories i models de cabalímetres que existeixen confirmen que no hi ha una fórmula ideal per a mesurar el cabal. En el moment d'escollir el tipus cal prendre la decisió final sobre la base del cabal, viscositat, temperatura, composició química i pressió del fluid que es vol mesurar. Cada aplicació té una cabalímetre que s'adapta millor a la seva necessitat.
Els costos són també un factor a considerar, la fiabilitat, precisió i durabilitat són factors molt associats al cost. No és el mateix buscar un cabalímetre per a un producte de consum massiu com un escalfador d'aigua, que buscar un cabalímetre per la mesurar la quantitat de sang que està circulant per un bypass o un cabalímetre per a mesurar la quantitat de vapor a pressió que es rebutja en una xemeneia d'una planta d'energia de fissió nuclear.